# David Moberg Karlsson
Jens David Joacim Moberg Karlsson (født 20. marts 1994), kendt som David Moberg Karlsson, er en svensk fodboldspiller, der spiller for AC Sparta Prag. Tidligere har han spillet for blandt andet Sunderland og FC Nordsjælland.